# Pleuron (mythologie)
Pour les articles homonymes, voir Pleuron.
Pleuron (grec ancien : Πλευρώυ) est un héros éponyme de la ville de Pleuron en Étolie. Avec son frère Calydon, il a pour parents Étolos et Pronoé. 
Il épouse Xanthippé, fille de Doros. Réunissant ainsi, dans une même parenté, les Étoliens et les Doriens. 
Ils ont plusieurs enfants : Agénor, Stéropé, Stratonicé et Laophonté.